# Новотроицк (Колыванский район)
Новотро́ицк — село в Колыванском районе Новосибирской области. Административный центр Новотроицкого сельсовета.

## География
Площадь села — 89 гектаров.

## Население
| 2002 | 2007 | 2010 |
| ---- | ---- | ---- |
| 586  | ↗653 | ↘473 |

## Инфраструктура
В селе по данным на 2007 год функционируют 1 учреждение здравоохранения и 1 учреждение образования.